# Bisaya nossidiiformis
Bisaya nossidiiformis là một bọ cánh cứng bản địa ở Iran. Nó ăn chủ yếu là gỗ và lá mục.